# 鐵路發展策略
《鐵路發展策略》（英語：Railway Development Strategy）是香港為未來鐵路發展的一份文件，由當時的運輸科（與現時決策局的職能對應的是運輸及物流局）在1994年提出的。
在這份文件提出前，與香港鐵路運輸相關的文件分別有：於1967年發表的《香港集體運輸研究》（英語：Hong Kong Mass Transport Study）；分別於1976年及1989年提出的《香港整體運輸研究》（英語：Hong Kong comprehensive transport study）與《香港第二次整體運輸研究》（英語：The Second Comprehensive Transport Study）；於1993年提出的《香港鐵路發展研究》。
在這份文件提出後，與香港鐵路運輸相關的文件分別有：於2000年5月與2014年9月提出的《鐵路發展策略2000》與《鐵路發展策略2014》 。

## 1993年香港鐵路發展研究
於1993年4月，政府委託顧問進行《香港鐵路發展研究》。報告中所建議的新鐵路方案，包括：

### 已經通車

#### 西部走廊鐵路
西部走廊連接新界西與九龍，分為三部分：港口鐵路線、長途客運線及近郊客運線。整個項目被建議優先興建，預計耗資231億港元，並已2003年落成啟用。

#### 將軍澳支線
將軍澳支線是配合將軍澳新市鎮的項目，建議於2002年落成啟用，造價84億港元。路線由觀塘綫的藍田站開始，沿途設調景嶺站、將軍澳站、坑口站及寶林站（其後改為從北角站開始，以寶琳或康城為終點站）。建議還包括在2011年後，由藍田站西延該線，經東南九龍填海區南部，接駁馬頭角站。

#### 馬鞍山至大圍鐵路及尖沙咀支線
馬鞍山至大圍鐵路及九廣鐵路尖沙咀支線，於1993年的研究報告中仍屬東九龍線的一部份。到《鐵路發展策略》發表時，為減省成本，才將這兩個項目優先興建，並交由九鐵公司興建和營運。
馬鞍山至大圍鐵路（及後稱為馬鞍山鐵路），由大圍站開始，經沙田頭站、沙角街站、第一城站、石門站、恆安站，以馬鞍山站為終點站，為一中型鐵路系統。
九廣鐵路尖沙咀支線，由紅磡站延長到尖沙咀東站。長遠則預留延長到西九龍站的空間，與機場鐵路交匯。

#### 西鐵尖沙咀至西九龍段
九廣鐵路尖沙咀至西九龍段，因政府決定優先發展九廣鐵路尖沙咀支線而取而代之。定線由尖沙咀東站經九龍角站往西九龍站，接駁機場鐵路，屬於長遠方案。

#### 西港島線
已於2014年12月通車的西港島綫屬於長遠方案，由上環站延伸至青洲填海區，中途經屈地街站及堅尼地城站（稱為「上環－青洲線」）。該線的興建須視乎青洲填海區的發展而定。更長遠的方案中，該線由青洲接駁陰澳站（稱為「陰澳－青洲線」）。

#### 南港島綫
南港島綫是一個中型鐵路系統，定線分為縱線及橫線。縱線在香港島設太古廣場站（金鐘南部），再與北港島綫的會展中心站交匯，太古廣場站以南則為田灣站、鴨脷洲西站及鴨脷洲東站。橫線則設鋼線灣站、華富站、華貴站、田灣站、香港仔站、黃竹坑站及海洋公園站。雖然並非列入長遠方案，但該線被認為並無逼切需要興建，列為低優先次序（2016年後落成），而造價則估計約58億港元。
後來，經過2000年代的進一步規劃，南海島綫被分成兩段。當中東段在金鐘出發，然後途經海洋公園站、黃竹坑站及利東站，最後以海怡半島作總站。其在2011年動工，2016年通車，並直接以南港島綫稱呼。而西段則由香港大學站出發，途經瑪麗醫院站、數碼港站、華富站、田灣站及香港仔站，在黃竹坑站作總站，跟東段交匯。初步建議預計在2021至2026年落實。

#### 大圍至市區鐵路
大圍至市區的鐵路，即沙田至中環綫的沙田（大圍站）至紅磡段。
東九龍綫在1993年的《香港鐵路發展研究》及1994年的《鐵路發展策略》有較明顯的分別。在1993年，東九龍綫是一條由馬鞍山經東九龍往西九龍站的中型鐵路系統，預計2011年落成通車，造價257億港元。但在1994年，東九龍綫的首尾兩段分拆出馬鞍山至大圍鐵路及九廣鐵路尖沙咀支線優先興建。
剩下來的路段，包括大圍站至尖沙咀東站一段（中途設顯徑站、鑽石山站、九龍灣填海區北站、九龍灣填海區南站（啟德體育園區）、馬頭角站、馬頭圍站、老龍坑站、紅磡站），以及尖沙咀支線、尖沙咀東站至柯士甸站（九龍南綫）西九龍站一段（中途設九龍角站），隨著九廣鐵路尖沙咀支線的興建，於《鐵路發展策略》中被撥歸九廣鐵路長遠延長方案。

#### 第四條過海鐵路
第四條過海鐵路在《香港鐵路發展研究》未有提及，在《鐵路發展策略》才作出這個建議。該段鐵路將連接紅磡至灣仔一帶。

### 已經擱置或者取消

#### 港口鐵路線
建議中的港口鐵路線將由羅湖站經錦田，穿越隧道到荃灣，接駁葵涌貨櫃碼頭8號碼頭。該線建議於2001年落成，預期啟用時每日處理貨運量為1,450個貨櫃，到2006年則升至2,500個。此外，該線在錦田一帶設置預留位置，長遠接駁大嶼山港口鐵路線。

#### 長途客運線
建議中的長途客運線主要是為了分流九廣鐵路及羅湖管制站的出入境人流。其直通車服務的終點站擬設於西九龍填海區近長沙灣一帶（即今南昌站位置）。在落馬洲支線管制站建成前，該線會接駁到羅湖站，而當口岸建成時，九廣鐵路亦會從上水站分出支線連接落馬洲。

#### 近郊客運線
建議中的近郊客運線將由荔景站開始，經海濱花園站、荃灣西站、荃景花園站（荃灣綫亦會延長至此以便乘客轉乘），經隧道往錦田站後，分為兩條支線：其中一條經元朗東站、朗屏站，以天水圍站為終點站；另一條則經錦繡花園站至落馬洲站。
當局亦曾研究過經荃灣以西海岸往屯門，以及經赤鱲角往屯門的路線方案，但因無法與長途客運線及港口鐵路線共用路軌，加上建造費用明顯較多，所以不作考慮。

#### 西部外走廊
西部外走廊屬於西部走廊的延伸，連接香港島、大嶼山、屯門及天水圍，可分為三個部份：
- 天水圍－屯門線：該段由西部走廊近郊客運線終點站天水圍站南延，經洪水橋站、屯門北站及屯門中心站（即現西鐵綫屯門至天水圍段）。
- 屯門－陰澳線：該段以屯門站為起點，經掃管笏站及沉管隧道，接駁機場鐵路陰澳站。
- 陰澳－青洲線：該段由上述路線的陰澳站南延，經扒頭鼓站再以沉管隧道接駁西港島綫青洲站。

#### 通往大嶼山的港口鐵路線
大嶼山港口鐵路線是配合大嶼山擬建貨櫃碼頭的計劃，路線由的羅湖站開始，在元朗坳頭一帶分支，經隧道到達大欖一帶，再與西部外走廊屯門－陰澳線共用過海隧道，以在大嶼山竹篙灣、扒頭鼓填海至交椅洲的新貨櫃碼頭為終點站。

#### 穿越中九龍東西鐵路
穿越中九龍的東西鐵路（坊間多稱為「中九龍線」或「東西九龍線」）在《香港鐵路發展研究》未有提及，在《鐵路發展策略》才作出這個建議。該線定線大致會將東南九龍填海區經九龍中部與西九龍填海區連接，其中一個可能的定線為將軍澳支線之西延線「藍田－馬頭角線」進一步西延，經旺角站往大角咀站（今奧運站）

#### 林士站
林士站（現上環站）的歷史可以追朔到1967年9月港英政府發佈的《香港集體運輸研究》及1970年《集體運輸計劃總報告書》所提及的港島綫上環街市站。而在1970年的方案中，同時建議在上環街市站興建東九龍綫林士站，成為現時上環站雛型。
1980年12月，港英政府正式批准分期興建地鐵港島綫，終點站由堅尼地城站暫縮短至上環站。為免興建東九龍綫終點站時會影響上環站的運作，興建上環站時同時於林士街地底興建東九龍綫大堂及預留月台結構。
1982年因興建中環站至上環站隧道而需拆卸前中環消防局（今恆生銀行總行大廈），及因興建上環站通風井（今西港城對出）而需要搬遷的上環街市出現延誤，上環站未能趕及於1985年5月31日落成，而需要延至1986年5月23日才啟用。
另一方面，由於東九龍區人口增長放緩及落實啟德機場搬遷至赤臘角（現香港國際機場的位置），東九龍綫的落實一直遙遙無期，而林士街的東九龍綫預留月台亦一直空置。1990年，政府更在《香港運輸政策白皮書》提及東九龍綫原有過海路段由機場快綫取代，並重新規劃東九龍綫，意味著林士街月台將會無用武之地。
在1999年香港政府的《第2次鐵路發展研究》中，上環站林士街月台曾被建議作為南港島綫的總站，其後於2003年，地鐵亦曾考慮使用林士街月台作為西港島綫（暫稱南港島綫 (西段)，和2014年通車的港島綫西延不同）的終點站，但在2004年3月的計劃中，西港島綫（暫稱南港島綫西段）改在西營盤站和港島綫西延交匯，使林士街月台使用機會更見渺茫，最終林士街月台結構於港島綫西延的時候一併移除，原有路軌位置現在改為一條樓梯直達月台。
如今，原林士站月台成為上環站車站通道的一部分，設有4組共8條扶手電梯連接上環站東大堂及1、2號月台，預留月台作列車停靠的部份已於2010年8月被完全封閉。

#### 永久封閉前的林士站預留月台的佈局
| L3（閣樓） 林士街大堂 | （預留軌道）       | （預留軌道） | （預留軌道） |
| L3（閣樓） 林士街大堂 | 預留月台           |              |              |
| L3（閣樓） 林士街大堂 | 車站通道通往E出口→ |              |              |
| L3（閣樓） 林士街大堂 | 預留月台           |              |              |
| L3（閣樓） 林士街大堂 | （預留軌道）       |              |              |

### 北港島線
準備興建的北港島綫是一個中型鐵路系統，由香港站經添馬站、會展中心站及維園站連接天后站，連接之前南港島線時的方案。後來，改由香港站經添馬站、會展站及銅鑼灣北站連接北角站，把東涌綫和將軍澳綫相遇。初步預計將於2021年動工，2026年落成通車。然而，按照政府於2023年尾的最新公佈，北港島綫將擱置興建。

## 準備興建

### 北環綫
準備興建的近郊客運線第二期（北環綫）

## 1998年香港第二次鐵路發展研究
在1998年3月，政府委託顧問進行《香港第二次鐵路發展研究》。報告中所建議的新鐵路方案，包括：
1. 北港島綫
2. 東九龍綫
3. 第四條過海鐵路線
4. 大圍至鑽石山線
5. 九龍南環線
6. 北環綫
7. 西港島綫
8. 區域快線
9. 港口鐵路線

而《鐵路發展策略2000》是政府根據該研究的結果而制定的鐵路網絡擴展計畫。

## 鐵路發展策略2000
《鐵路發展策略2000》是香港運輸局在2000年5月提出的鐵路發展文件，報告中所建議的新鐵路方案包括：
- 已經擱置或者取消
  - 小西灣綫
  - 港口鐵路線
- 已經通車
  - 九龍南環線
  - 西港島線
  - 觀塘綫延綫
  - 南港島綫
  - 區域快線（即廣深港高速鐵路）
  - 沙田至中環綫（大圍站至啟德站、啟德站至紅磡站）
  - 沙田至中環綫（紅磡站至金鐘站）

報告中提及的長遠方案包括：
- 鐵路運輸相關的文件分別有：1976年及1989年提出的《香港整體運輸研究》與《香港第二次整體運輸研究》；1993年提出的《香港鐵路發展研究》以及2000年5月提出的《鐵路發展策略2000》。
- 第五條過海鐵路
- 西部外走廊
- 后海灣線
- 赤鱲角線
- 東西九龍線
- 西貢線

### 檢討及修訂《鐵路發展策略2000》
運輸及房屋局於2010年11月提交立法會鐵路事宜委員會的文件提出檢討及修訂鐵路發展策略2000，以配合香港社會最新的發展及規劃因素的變更，應付直至2031年的鐵路運輸需求。文件亦提及香港未來會繼續以鐵路為公共運輸的骨幹，以減低環境污染及對土地的需求，以維持運輸系統的可延續發展。

## 鐵路發展策略2014
《鐵路發展策略2014》為《鐵路發展策略2000》的更新版本，由運輸及房屋局在2014年9月17日提出，為香港鐵路網絡直至2031年的未來擴展制訂發展框架。報告以2011年3月至2014年1月期間進行的《鐵路發展策略2000》之檢討及修訂（「我們未來的鐵路」）的顧問研究及公眾諮詢結果為基礎，所建議的新鐵路方案包括：

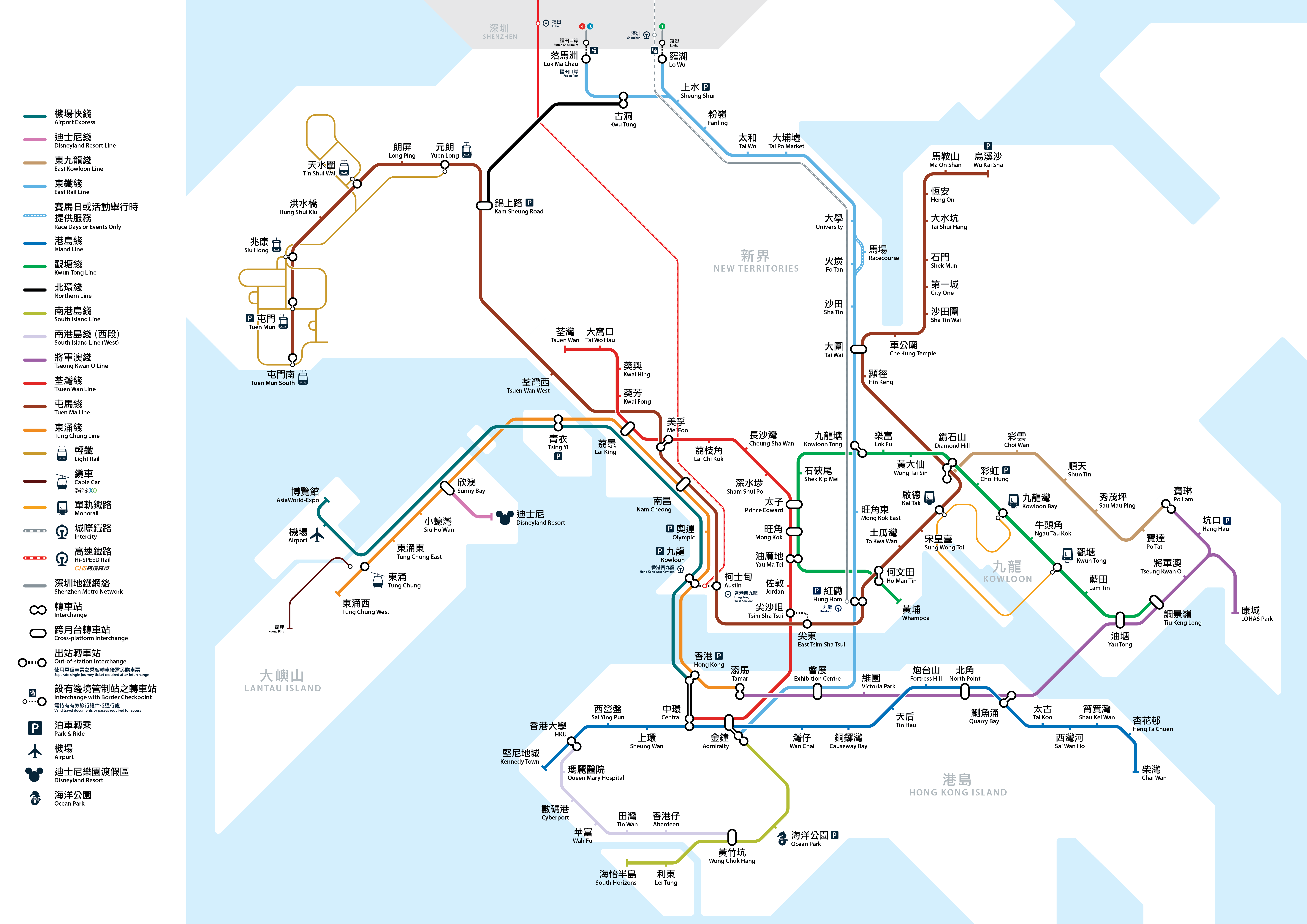
包括所有《鐵路發展策略2014》建議鐵路網絡項目之港鐵路綫圖

- 建議鐵路網絡項目
  - 北環綫及古洞站
  - 洪水橋站 (屯馬綫)
  - 東九龍綫（寶琳站至鑽石山站）
  - 南港島綫（西段）
  - 東涌綫延綫
  - 屯門南延綫
  - 北港島綫
- 已經擱置或者取消
  - 港深西部快速軌道
  - 屯門至荃灣沿海鐵路（屯荃鐵路）
  - 小西灣綫

## 香港主要運輸基建發展藍圖
《香港主要運輸基建發展藍圖》（Hong Kong Major Transport Infrastructure Development Blueprint）是運輸及物流局在2023年12月12日公布，為香港鐵路網絡直至2046年的未來發展提供規劃框架。
- 建議鐵路網絡項目
  - 中鐵綫（北環綫南延綫）
  - 北環綫東延綫
  - 新界東北綫
  - 將軍澳南延綫
  - 東大嶼都會鐵路走廊
  - 東九龍智慧綠色集體運輸系統
  - 啟德智慧綠色集體運輸系統
  - 洪水橋/厦村智慧綠色集體運輸系統
  - 東大嶼人工島智慧綠色集體運輸系統